# Lastic (Cantal)
Lastic – miejscowość i gmina we Francji, w regionie Owernia-Rodan-Alpy, w departamencie Cantal.
Według danych na rok 1990 gminę zamieszkiwało 135 osób, a gęstość zaludnienia wynosiła 13 osób/km² (wśród 1310 gmin Owernii Lastic plasuje się na 709. miejscu pod względem liczby ludności, natomiast pod względem powierzchni na miejscu 798.).